# Hipismo nos Jogos Olímpicos de Verão de 1980

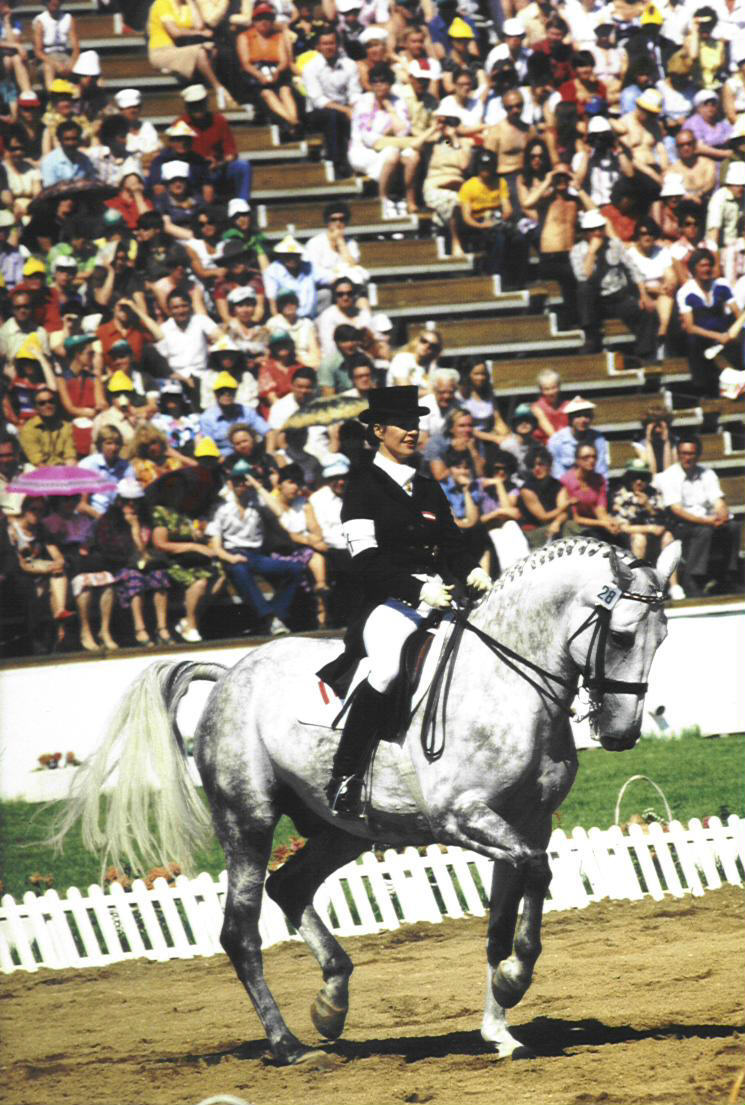
Elisabeth Theurer montando Mon Cherie conquistou o ouro no adestramento individual

O hipismo nos Jogos Olímpicos de Verão de 1980 foi realizado em Moscou, na União Soviética, com seis eventos disputados no adestramento, concurso completo de equitação (CCE) e salto. Todos eles, com exceção do salto (Individual Jumping Grand Prix) foram diputados no Trade Unions Equestrian Centre. O salto foi disputado na Grand Arena do Estádio Central Lenin.

## Adestramento individual
| Pos. | País                  | Atletas           | Cavalos    |
| ---- | --------------------- | ----------------- | ---------- |
|      | Áustria (AUT)         | Elisabeth Theurer | Mon Cherie |
|      | União Soviética (URS) | Yuri Kovshov      | Igrok      |
|      | União Soviética (URS) | Viktor Ugryumov   | Shkval     |

## Adestramento por equipe
| Pos. | País                  | Atletas                                          | Cavalos                   |
| ---- | --------------------- | ------------------------------------------------ | ------------------------- |
|      | União Soviética (URS) | Yuri Kovshov Viktor Ugryumov Vera Misevich       | Igrok Shkval Plot         |
|      | Bulgária (BUL)        | Petar Mandajiev Svetoslav Ivanov Gheorghi Gadjev | Stchibor Aleko Vnimatelen |
|      | Romênia (ROM)         | Anghelache Donescu Dumitru Veliku Petre Roşca    | Dor Decebal Derbist       |

## CCE individual
| Pos. | País                  | Atletas             | Cavalo   |
| ---- | --------------------- | ------------------- | -------- |
|      | Itália (ITA)          | Federico Euro Roman | Rossinan |
|      | União Soviética (URS) | Aleksandr Blinov    | Galzun   |
|      | União Soviética (URS) | Yuri Salnikov       | Pintset  |

## CCE por equipe
| Pos. | País                  | Atletas                                                              | Cavalos                                      |
| ---- | --------------------- | -------------------------------------------------------------------- | -------------------------------------------- |
|      | União Soviética (URS) | Aleksandr Blinov Yuri Salnikov Valery Volkov Sergei Rogozhin         | Galzun Pintset Tskheti Gelespont             |
|      | Itália (ITA)          | Federico Euro Roman Anna Casagrande Mauro Roman Marina Sciocchetti   | Rossinan Daleye Dourakin 4 Rohan de Lechereo |
|      | México (MEX)          | Manuel Mendívil David Roberto Bárcena José Luis Pérez Fabián Vázquez | Remember Bombona Quelite Cocaleco            |

## Salto individual
| Pos. | País                  | Atletas          | Cavalos  |
| ---- | --------------------- | ---------------- | -------- |
|      | Polônia (POL)         | Jan Kowalczyk    | Artemor  |
|      | União Soviética (URS) | Nikolai Korolkov | Espadron |
|      | México (MEX)          | Joaquín Pérez    | Alymony  |

## Salto por equipe
| Pos. | País                  | Atletas                                                              | Cavalos                            |
| ---- | --------------------- | -------------------------------------------------------------------- | ---------------------------------- |
|      | União Soviética (URS) | Vyacheslav Chukanov Viktor Poganovsky Viktor Asmaev Nikolai Korolkov | Gepatit Topky Reis Espadron        |
|      | Polônia (POL)         | Marian Kozicki Jan Kowalczyk Wiesław Hartman Janusz Bobik            | Bremen Artemor Norton Szampan      |
|      | México (MEX)          | Joaquín Pérez Jesús Gómez Gerardo Tazzer Alberto Valdés              | Alymony Massacre Caribe Lady Mirka |

## Quadro de medalhas do hipismo
| Ordem | País                | Medalha de ouro | Medalha de prata | Medalha de bronze | Total |
| ----- | ------------------- | --------------- | ---------------- | ----------------- | ----- |
| 1     | URS União Soviética | 3               | 3                | 2                 | 8     |
| 2     | ITA Itália          | 1               | 1                | 0                 | 2     |
| 2     | POL Polônia         | 1               | 1                | 0                 | 2     |
| 4     | AUT Áustria         | 1               | 0                | 0                 | 1     |
| 5     | BUL Bulgária        | 0               | 1                | 0                 | 1     |
| 6     | MEX México          | 0               | 0                | 3                 | 3     |
| 7     | ROM Romênia         | 0               | 0                | 1                 | 1     |